# Salam Fayyad
Salam Fayyad (àrab: سلام فياض, Salām Fayyāḍ) (2 d'abril de 1951) és un polític jordà-palestí i exprimer ministre de l'Autoritat Palestina i ministre de Finances.
Va ser ministre d'Economia des de juny del 2002 a novembre del 2005 i del març del 2007 al maig del 2012. Fayyad va ser primer ministre entre el juny del 2007 i el juny del 2013.
Fayyad va dimitir del gabinet el novembre del 2005 per presentar-se com a fundador i líder del nou partit de la Tercera Via per a les eleccions legislatives del 2006. El partit no va tenir èxit i Fayyad va tornar com a ministre de d'Economia al Govern de la Unitat de març del 2007. El primer nomenament de Fayyad com a primer Ministre, el 15 de juny de 2007, justificat pel president palestí Mahmoud Abbas sobre la base de l'"emergència nacional", no va ser confirmat pel Consell Legislatiu Palestí. El seu successor, Rami Hamdallah, va ser nomenat el 2 de juny de 2013.
Fayyad era popular a Occident per la seva reforma del sistema financer dins de l'Autoritat Palestina.
Fayyad és actualment acadèmic sènior i visitant distingit de Daniella Lipper Coules '95 en Afers Exteriors a la Princeton School of Public and International Affairs de la Universitat de Princeton.